# Hoge Berg

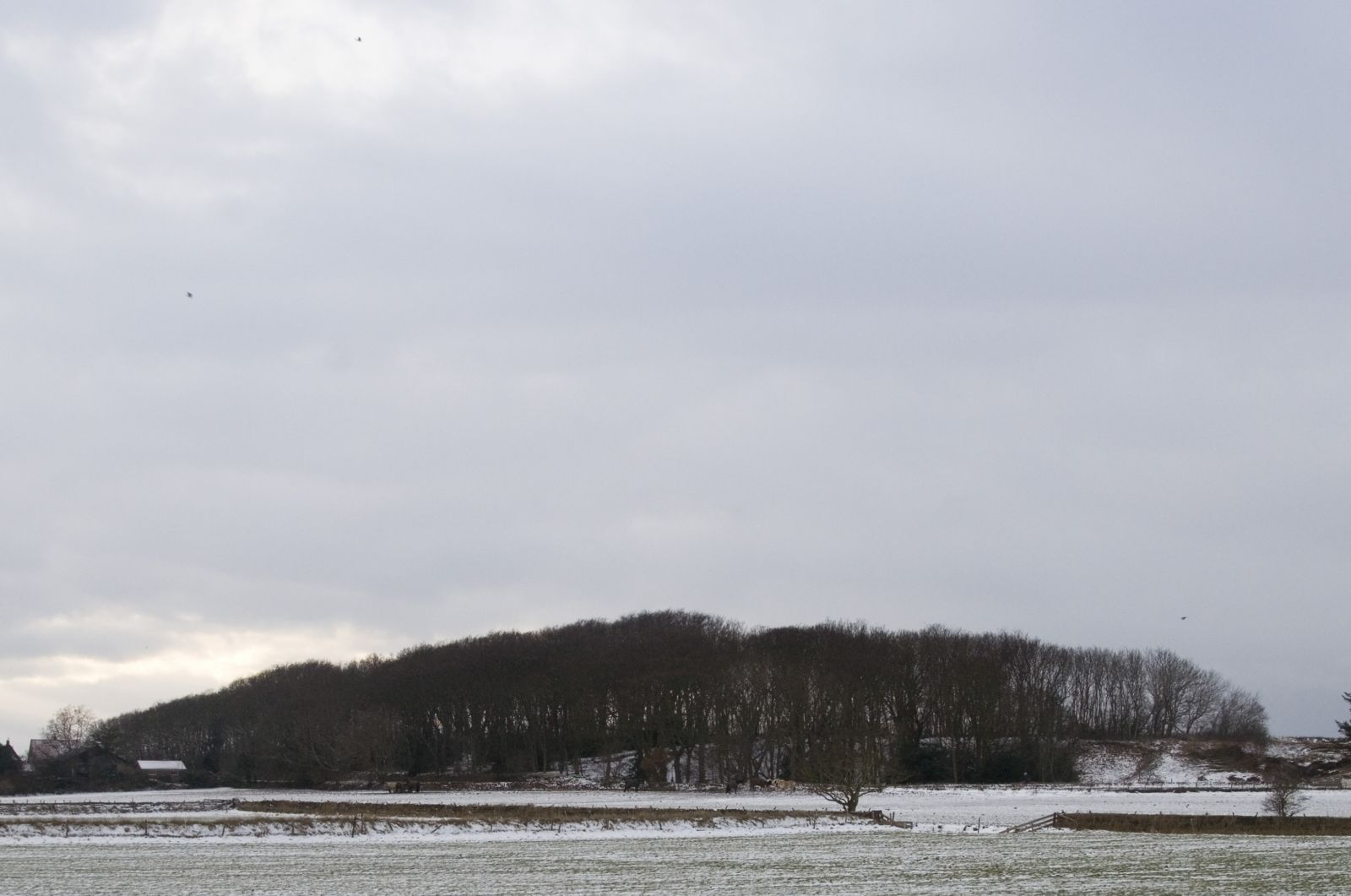
De Hoge Berg met het bos Doolhof gezien vanaf het Skillepaadje

De Hoge Berg is het hoogste punt van een keileembult op het eiland Texel. De heuvel is 15 meter hoog en ligt tussen de dorpen Den Burg en Oudeschild. Hij is ontstaan tijdens een van de ijstijden, het Saale-glaciaal, de periode waarin ook het eiland Wieringen en Gaasterland zijn ontstaan. Ondanks de geringe hoogte is de heuvel goed zichtbaar vanaf Den Helder en Wieringen en is er vanaf de top een weids uitzicht rondom. Kenmerkend voor het gebied zijn vele tuinwallen die vrijwel alle percelen omgeven. Het gebied is door de vele wandelpaden doorsneden die tussen de tuinwallen doorlopen. Uitlopers van de Hoge Berg zijn de Noordhaffel en de Zuidhaffel. De Hoge Berg is een landschapsreservaat dat wordt beschermd als nationaal landschap en beheerd wordt door Vereniging Natuurmonumenten.

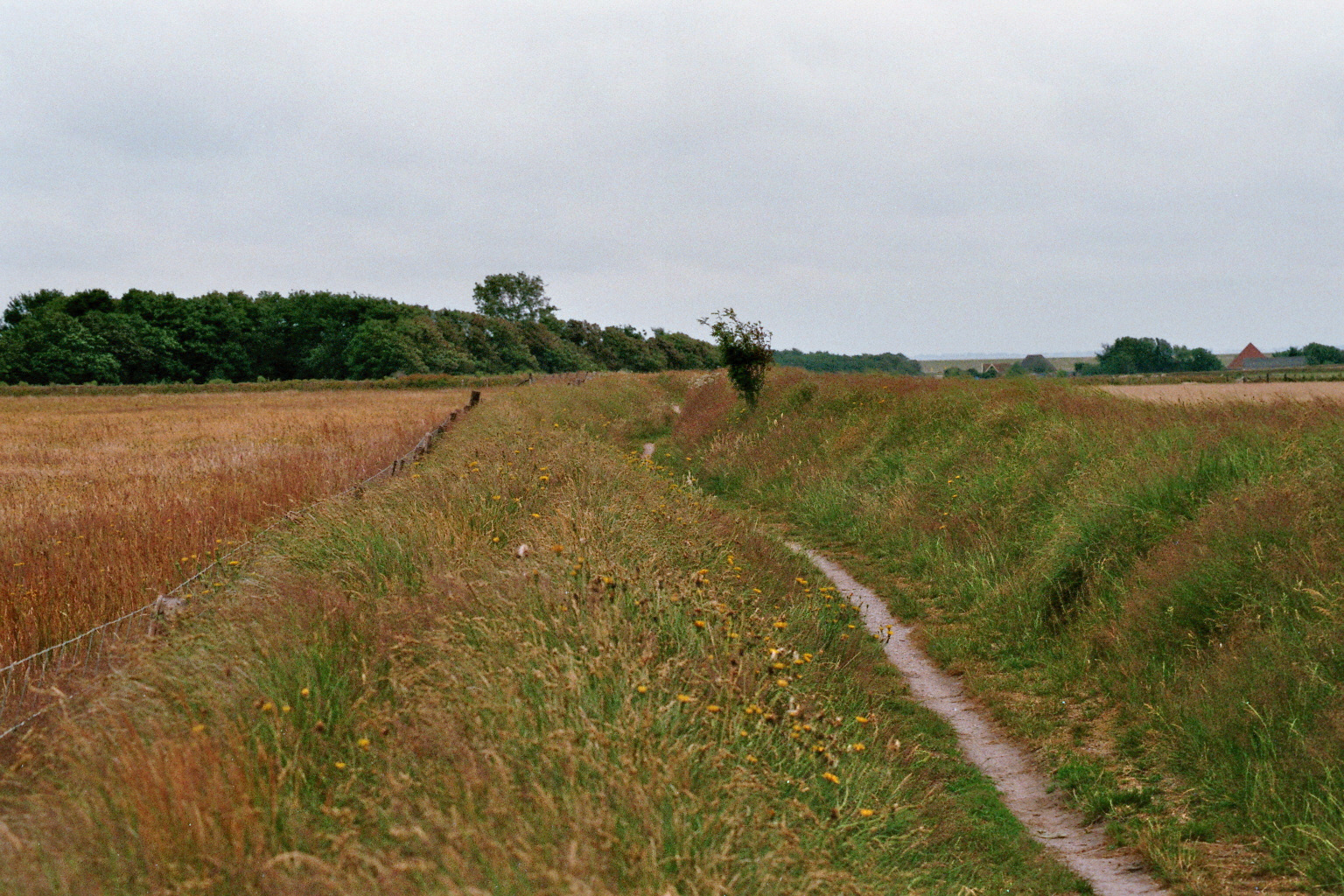
Wandelpad over de Hoge Berg tussen de tuinwallen. Op de achtergrond de bosschages van de Georgische begraafplaats.

Ten zuidoosten van de heuvel ligt het bos Doolhof. Direct ten oosten van het het Doolhof ligt de voormalige afgraving de Zandkuil die een insectenreservaat is. Op de Zuidhaffel ligt de Erebegraafplaats Hoge Berg Texel, waar de Georgiërs zijn begraven die omkwamen tijdens de Opstand van de Georgiërs aan het eind van de Tweede Wereldoorlog.

## Externe links

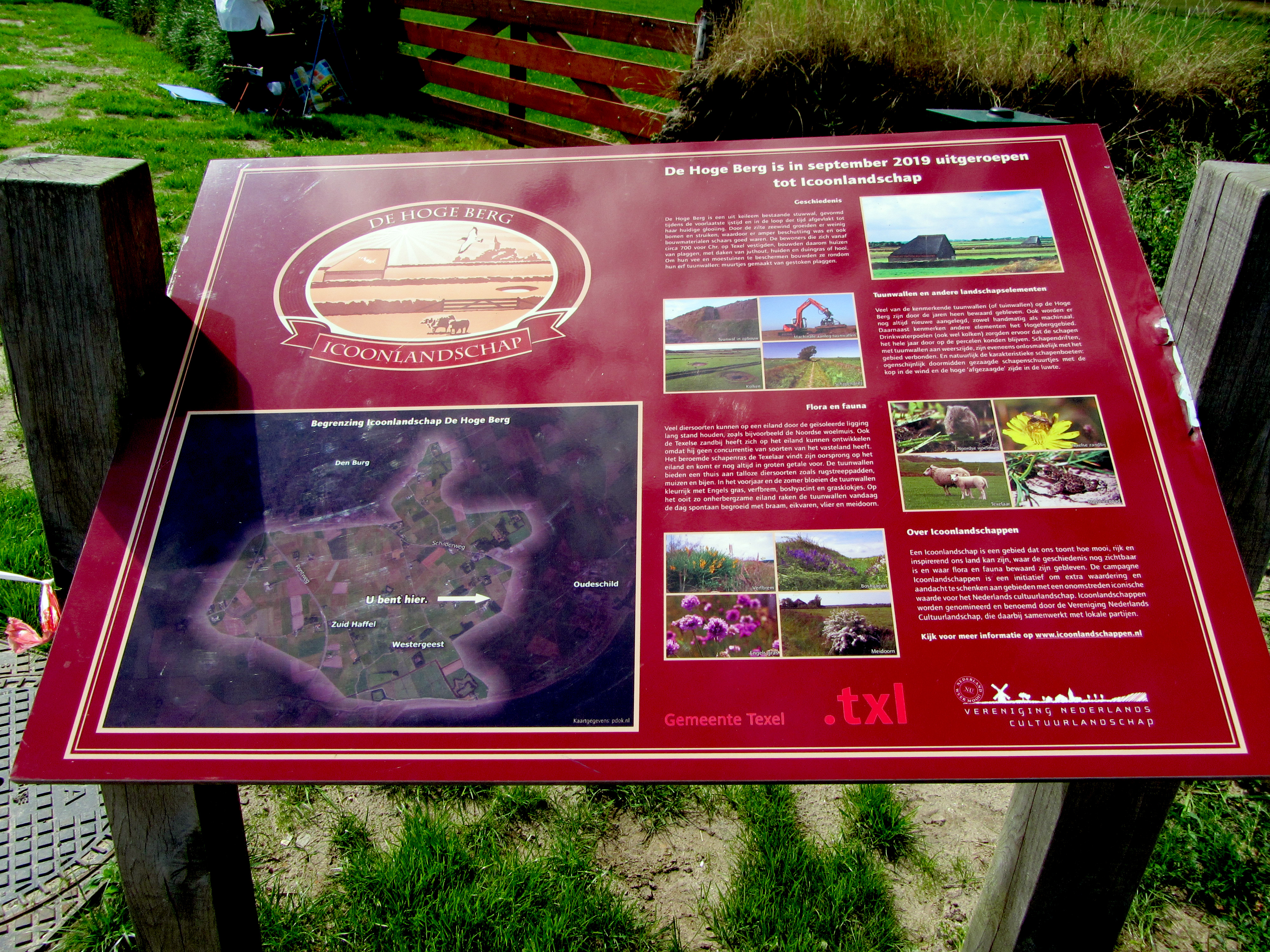
Hoge Berg op Texel, informatiebord